# Frans Buyens
Frans Buyens (Temse, 2 februari 1924 – 26 mei 2004) was een Belgische regisseur die vooral linkse en niet-alledaagse thema's verfilmde.

## Biografie
Buyens was een autodidact en groeide op in een mandenmakersfamilie. Hij was vooral actief tussen 1960 en 2003 en verfilmde thema's zoals vrij denken, antimilitarisme, maar was tevens een pionier in de Vlaamse sciencefiction. Hij was ook actief als reporter en scenarist voor de BRTN.

## Filmografie
- Tango Tango (1994)
- Minder dood dan de anderen (1992)
- Sarah dit... Leila dit... (1983)
- Tijd om gelukkig te zijn (1982)
- Frans Masereel: Aspecten van zijn werk (1980), documentaire
- Un jour les témoins disparaitront (1979)
- Frits Van den Berghe (1977)
- In naam van de Fuehrer (1977), documentaire
- Racisme (1974), documentaire
- School en informatie (1974), documentaire
- Waar de vogeltjes hoesten (1974)
- Weerstand en constatie (1974), documentaire
- Wondershop (1974)
- Het dwaallicht (1973)
- Ieder van ons (1971)
- Open dialoog (1971), documentaire
- Frans Masereel: Ik hou van zwart en wit (1969), documentaire
- Deutschland: Terminus Ost (1965), documentaire
- Mijn moedertaal (1965), documentaire
- Vechten voor onze rechten (1962), documentaire

Hij speelde tevens in twee films mee als acteur:
- Hiver 60 (1983)
- Voor de glimlach van een kind (1982)